# 书厄
书厄是指中国历史上发生的造成大量书籍亡佚残缺的劫难。
中國歷朝皆有保管档案的机构，周朝为天府，汉朝为兰台、东观，唐朝为史馆，宋元为架阁库，明朝为皇史宬、内阁大库、大本唐、古今通集库，清代为内阁大库。但歷代戰火頻仍，檔案損失嚴重。五厄的说法，出自隋文帝開皇三年（583年），秘書監牛弘上書“以典籍遺逸，上表請開獻書之路”，提出“五厄”之说：一为秦始皇之焚书，二为西汉末赤眉入关，三为董卓移都，四为刘石乱华，五为南朝梁末魏师入郢，梁元帝下令焚書14萬卷。
明代的胡应麟又提出續“五厄”：隋大业十四年（618年）隋炀帝江都焚书为一，安史之亂为二，黄巢入长安为三，靖康之變为四，南宋末伯颜軍入临安为五，總結為“十厄”。
近人祝文白又续上“五厄”：一为李自成陷北京，二为绛云楼之烈焰，三为清高宗之焚书（編修《四庫全書》），四为咸丰朝之英法聯軍，五为中華民國時期的八年抗日战争。